# الأنصارية
الأنصارية هي بلدة لبنانية تقع في قضاء صيدا أحد أقضية محافظة الجنوب.

## جغرافيتها
تبعد أنصارية حوالي 66 كلم جنوباً عن بيروت عاصمة لبنان وتبعد 19 كلم جنوباً عن مدينة صيدا و 17 كلم شمالاً عن مدينة صور. ترتفع حوالي 144م عن سطح البحر وتمتد على مساحة تُقدَّر بـ 7,34 كلم2 تضاريسها الشبه صخرية امتاد طبيعي لتلال جبل عامل الذي يتميّز بطيب هوائه ونقائه وعذوبة مائه وطيب تربته.تطل على البحر الأبيض المتوسط تحدها من الجنوب والغرب بلدة عدلون ومن الشمال بلدة اللوبية ومن الشرق بلدة البابلية، يمر في شرقها طريق بيروت-الجنوب السريع (اتوستراد) ويمر في محاذاتها غربا الطريق الساحلي الرئيسي.

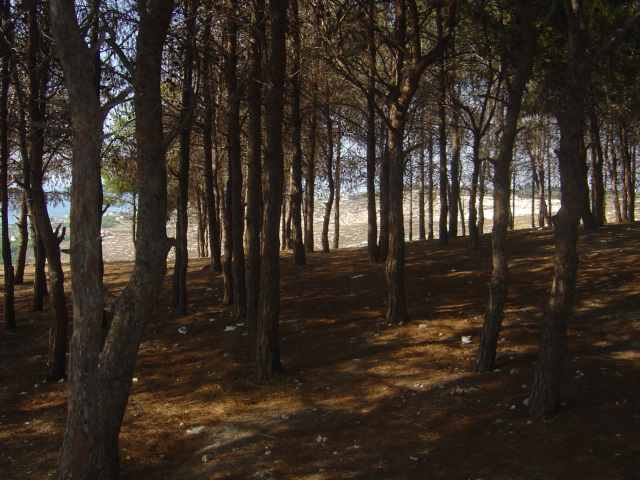
أحد الأحراش في البلدة

## تاريخها
في انصارية مقاما تاريخيا لوليّ تقيّ اسمه «محمد الانصاري» وربما لهذا السبب سميت هذه القرية بـ(الأنصارية) وهذا المقام يقصده الكثير من أهل القرية والقرى المجاورة لوفاء النذور. والبلدة تزخر بالاثار التاريخية ويمكن تقسيم المناطق الأثرية فيها إلى ثلاث مناطق :

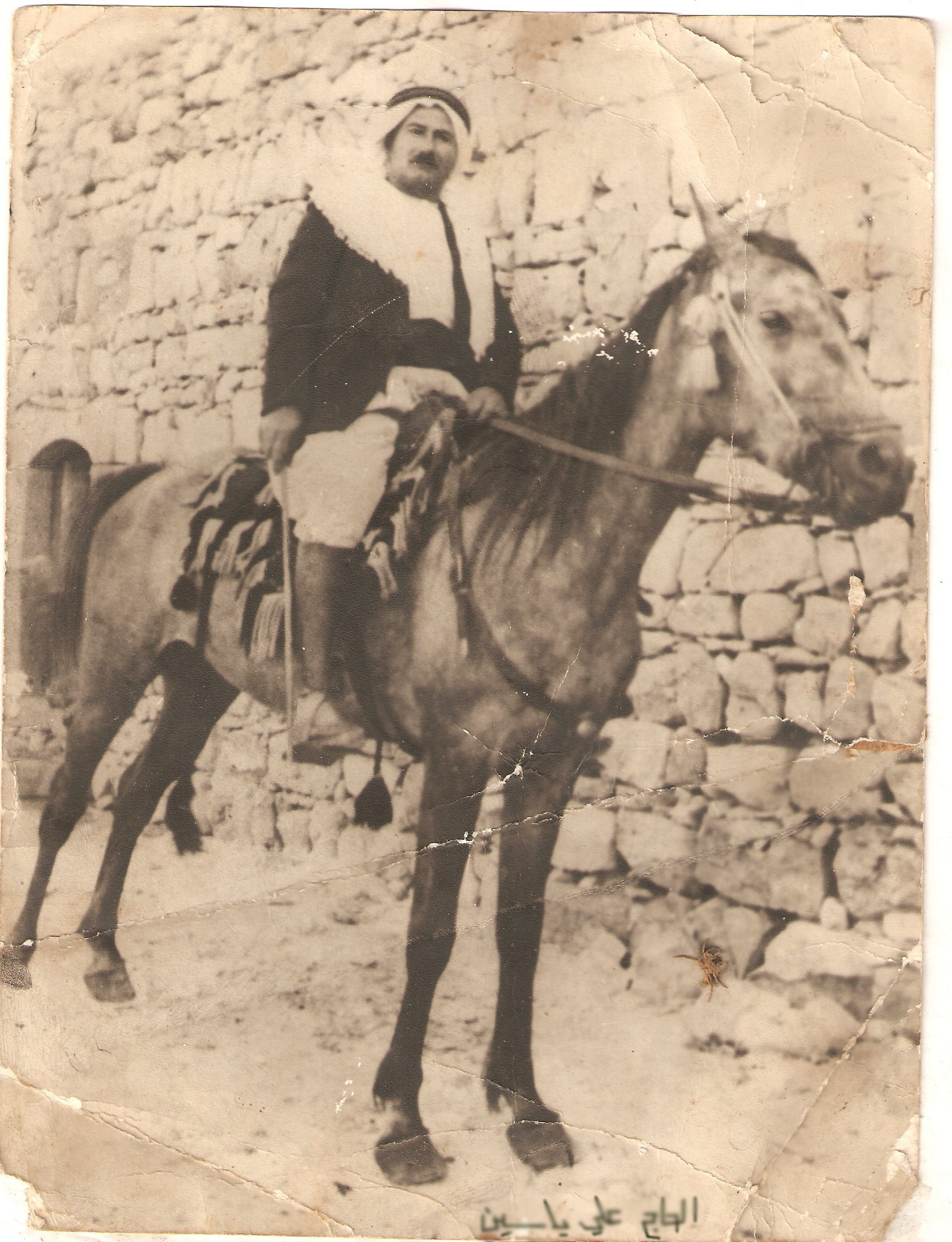
أحد احياء البلدة القديمة

 (1) المنطقة الوسطى حيث تتمركز حتى الآن بعض منازل البلدة القديمة وقد عثر وعلى عمق مترين على ارضية من الفسيفساء ونقود معدنية من الأرجح انها تعود إلى الحقبة البيزنطية وقد تكون بعض الحجارة المصقولة مما تبقى من المنازل الحجرية قد انتشلت من اطلال الحقبة البيزنطية واستعملت لبناء البيوت في القرون الأخيرة (2) المنطقة الشرقية وتسمى يافد وهي عبارة عن تلة ترابية عثر أثناء جرفها على نواويس من الرصاص مزخرفة برسوم لواجهة معبد وقد بعثرت اجزاءها بعد اكتشافها واختفى معظمها كما وعثر على الكثير من الأواني الفخّارية وقد تكون هذه المنطقة منطقة المدافن (3) المنطقة الغربية وهي سفح مطل على البحر يتواجد عند أسفله قبور نحتت في الصخور على شكل مقوّس يتفرع من داخل القبر فراغين جانبين مقوسين أيضا حيث يصبح مصلب الشكل وضعت في أحد الفراغين واللذان على شكل مصطبتان تربة حمراء تتشابه هذه القبور في هذه الناحية مع مقابر عدلون الما قبل تاريخية من حيث نحتها في الصخور لكن مسقطها الأفقي المصلّب يشير ربما إلى كونها تعود للعهد البيزنطي 
و يبدو أنه خلال العصور القديمة تعرضت المنطقة بمجملها لهزة ارضية قوية دمرت قسم كبير منها وبالتحديد المنطقة الوسطى والشرقية ودفن معها الكثير من الاثارات.

## التسمية
أختلف على أصل تسمية المدينة. فبالعربية، جذره هر «نصر» والتي تعني ساعد وساند، فالأنصارية قد تعني مكان تجمع الأنصار. وقد تعني النضارة والخصب. وقد تكون قد نسبت للولي الأنصاري الذي له فيها مقام.